# Inside No. 9
Inside No. 9 est une série télévisée d'anthologie britannique créée et écrite par Reece Shearsmith et Steve Pemberton, et diffusée entre le 5 février 2014 et le 12 juin 2024  sur BBC Two.
Les thèmes et le ton de chaque épisode, qui ont comme seul point commun de se situer dans un lieu qui porte le numéro 9, sont variables mais présentent généralement des éléments d'humour noir et dramatiques, voire horrifiques. La série a été globalement bien accueillie par la critique, qui a particulièrement mis en avant l'humour et la créativité des scénarios.

## Synopsis
Chaque épisode, d'une durée d'environ 30 minutes, a pour point commun de mettre en scène un lieu situé au numéro 9 et d'avoir une intrigue finie. Les personnages et les actions n'ont aucun lien entre chaque épisode. Les auteurs de la série, Reece Shearsmith et Steve Pemberton, sont acteurs dans les épisodes, souvent des huis clos - à l'instar du premier épisode qui se déroule presque entièrement dans un placard - qui oscillent entre humour noir et drame.

## Épisodes

### Première saison (2014)
| № | Titre                                | Réalisation | Scénario                            | Première diffusion            |
| --- | ------------------------------------ | ----------- | ----------------------------------- | ----------------------------- |
| 1 | Les sardines Sardines                | David Kerr  | Steve Pemberton et Reece Shearsmith | Royaume-Uni : 5 février 2014  |
| À l'occasion des fiançailles de Rebecca et Jeremy, une fête est donnée dans le manoir du père de la fiancée. Les invités jouent aux sardines, une variante de cache-cache dans laquelle chaque personne qui trouve la première personne cachée doit se cacher avec elle. Alors que de plus en plus de joueurs se retrouvent dans un placard, des secrets sont mis à jour.                                                           |                                      |             |                                     |                               |
| 2 | Le silence est d'or A Quiet Night In | David Kerr  | Steve Pemberton et Reece Shearsmith | Royaume-Uni : 12 février 2014 |
| Deux cambrioleurs s'introduisent dans une luxueuse résidence afin de dérober une peinture tandis que le couple qui y réside se dispute. Cet épisode ne comporte quasiment aucun dialogue. |                                      |             |                                     |                               |
| 3 | Tom & Gerri                          | David Kerr  | Steve Pemberton et Reece Shearsmith | Royaume-Uni : 19 février 2014 |
| Tom est un enseignant frustré par son travail et qui rêve d'écrire un roman. Un soir, un clochard nommé Migg retrouve son portefeuille, et Tom se sent obligé de l'héberger pour la nuit. Mais Migg prend progressivement ses quartiers dans l'appartement de Tom et transforme sa vie, au grand désarroi de Gerri, sa petite amie.                                                                                                 |                                      |             |                                     |                               |
| 4 | Le dernier souffle Last Gasp         | David Kerr  | Steve Pemberton et Reece Shearsmith | Royaume-Uni : 26 février 2014 |
| Frankie J. Parsons, un célèbre chanteur, vient rendre visite à une petite fille gravement malade en compagnie de son assistant et de la représentante de l'organisation caritative organisatrice. Lorsque Frankie succombe à une attaque cardiaque en gonflant un ballon, le père de la petite fille, l'assistant et la représentante se rendent compte que son dernier souffle contenu dans le ballon pourrait valoir une fortune. |                                      |             |                                     |                               |
| 5 | La doublure The Understudy           | David Kerr  | Steve Pemberton et Reece Shearsmith | Royaume-Uni : 5 mars 2014     |
| Tony, un acteur de théâtre, tient le rôle-titre d'une adaptation de Macbeth. Jim, sa doublure, attend patiemment sa chance, et celle-ci survient lorsque Tony est victime d'un accident sur scène. |                                      |             |                                     |                               |
| 6 | Le martyre The Harrowing             | David Kerr  | Steve Pemberton et Reece Shearsmith | Royaume-Uni : 12 mars 2014    |
| Katy est engagée par Hector et Tabitha, deux frère et sœur excentriques qui vivent dans un manoir gothique, pour qu'elle garde Andras, leur frère handicapé qui est constamment alité. Elle ne doit pas entrer dans sa chambre, sauf s'il sonne de sa clochette, ce qu'il ne fait jamais d'après Hector et Tabitha. |                                      |             |                                     |                               |

#### Webisode (2014)
Épisode spécial en ligne uniquement.
| Titre | Réalisation     | Scénario | Première diffusion                         |
| --- | --------------- | -------- | ------------------------------------------ |
| titre français inconnu The Inventors | Martin Stirling |          | Royaume-Uni : 14 février 2014 sur Internet |
| Deux frères dont la mère est décédée lors de la grande tempête de 1987. L'histoire est racontée à travers une série de cinémagraphes dialogués. L'épisode est interactif, n'avançant qu'avec la contribution du spectateur. |                 |          |                                            |

### Deuxième saison (2015)
| № | Titre                                                    | Réalisation                         | Scénario                            | Première diffusion          |
| --- | -------------------------------------------------------- | ----------------------------------- | ----------------------------------- | --------------------------- |
| 1 | La couchette La Couchette                                | Guillem Morales                     | Steve Pemberton et Reece Shearsmith | Royaume-Uni : 26 mars 2015  |
| Alors que le docteur Maxwell, qui a un important rendez-vous professionnel le lendemain, essaie de dormir dans une voiture-lits, il est constamment dérangé par les autres occupants du compartiment, un Allemand affligé de flatulences, un couple britannique venu assister au mariage de leur fille, et une routarde australienne et son petit ami d'un soir. Pendant la nuit, les voyageurs font une macabre découverte. |                                                          |                                     |                                     |                             |
| 2 | Les 12 jours de Christine The 12 Days of Christine       | Guillem Morales                     | Steve Pemberton et Reece Shearsmith | Royaume-Uni : 2 avril 2015  |
| Christine rencontre Adam à une fête du nouvel an. Les téléspectateurs assistent par la suite à plusieurs épisodes importants de sa vie se déroulant à intervalles réguliers. |                                                          |                                     |                                     |                             |
| 3 | Le procès d'Elizabeth Gadge The Trial of Elizabeth Gadge | Dan Zeff                            | Steve Pemberton et Reece Shearsmith | Royaume-Uni : 9 avril 2015  |
| Au XVIIe siècle, Elizabeth Gadge, une villageoise d'un certain âge, est accusée de sorcellerie par sa fille et son beau-fils. Le magistrat local fait appel à deux chasseurs de sorcières pour qu'ils déterminent si Elizabeth est coupable ou innocente. |                                                          |                                     |                                     |                             |
| 4 | Maigre réconfort Cold Comfort                            | Steve Pemberton et Reece Shearsmith | Steve Pemberton et Reece Shearsmith | Royaume-Uni : 16 avril 2015 |
| Andy commence à faire du bénévolat dans un service d'écoute téléphonique. Il reçoit un appel d'une jeune femme suicidaire qui va avoir d'importantes répercussions. |                                                          |                                     |                                     |                             |
| 5 | L'anniversaire de mamie Nana's Party                     | Steve Pemberton et Reece Shearsmith | Steve Pemberton et Reece Shearsmith | Royaume-Uni : 23 avril 2015 |
| Angela et Jim invitent Carol, la sœur d'Angela, et son mari Pat à venir fêter les 79 ans de Maggie, la mère d'Angela. Cette fête familiale réunissant des personnalités très différentes va connaître un déroulement inattendu. |                                                          |                                     |                                     |                             |
| 6 | La séance de spiritisme Séance Time                      | Dan Zeff                            | Steve Pemberton et Reece Shearsmith | Royaume-Uni : 29 avril 2015 |
| Une jeune femme rend visite à Madame Talbot, une médium, et son assistant pour une séance de spiritisme. Après une séance particulièrement spectaculaire, il s'avère que Talbot et son assistant sont des acteurs travaillant pour une émission de caméra cachée. Toute l'équipe se met en place pour recevoir un nouveau client.                                                                                            |                                                          |                                     |                                     |                             |

### Troisième saison (2017)
| № | Titre                                       | Réalisation     | Scénario                            | Première diffusion             |
| --- | ------------------------------------------- | --------------- | ----------------------------------- | ------------------------------ |
| 1 | Un Noël endiablé The Devil of Christmas     | Graeme Harper   | Steve Pemberton et Reece Shearsmith | Royaume-Uni : 27 décembre 2016 |
| En 1977, dans un chalet alpin autrichien, un guide de montagne raconte à une famille de vacanciers britanniques l'histoire de Krampus. |                                             |                 |                                     |                                |
| 2 | L'addition The Bill                         | Guillem Morales | Steve Pemberton et Reece Shearsmith | Royaume-Uni : 21 février 2017  |
| Un groupe d'amis dîne dans un restaurant mais une dispute éclate entre eux au moment de payer l'addition.                              |                                             |                 |                                     |                                |
| 3 | L'énigme du Sphinx The Riddle of the Sphinx | Guillem Morales | Steve Pemberton et Reece Shearsmith | Royaume-Uni : 28 février 2017  |
| Un professeur de l'université de Cambridge aide une étudiante à résoudre une grille de mots croisés cryptée.                           |                                             |                 |                                     |                                |
| 4 | Sans orchestre Empty Orchestra              | Guillem Morales | Steve Pemberton et Reece Shearsmith | Royaume-Uni : 7 mars 2017      |
| Lors d'un karaoké pour fêter la promotion d'un collègue, un groupe d'employés de bureau expriment leurs sentiments en chansons.        |                                             |                 |                                     |                                |
| 5 | Coup de pompe Diddle Diddle Dumpling        | Guillem Morales | Steve Pemberton et Reece Shearsmith | Royaume-Uni : 14 mars 2017     |
| Un homme trouve une chaussure dans la rue et devient obsédé par l'idée de retrouver son propriétaire.                                  |                                             |                 |                                     |                                |
| 6 | Le vernissage Private View                  | Guillem Morales | Steve Pemberton et Reece Shearsmith | Royaume-Uni : 21 mars 2017     |
| Plusieurs personnes sont invitées au vernissage d'une galerie d'art mais aucune d'entre elles ne sait pourquoi elle a été invitée.     |                                             |                 |                                     |                                |

### Quatrième saison (2018)
| № | Titre                                                    | Réalisation   | Scénario                            | Première diffusion            |
| --- | -------------------------------------------------------- | ------------- | ----------------------------------- | ----------------------------- |
| 1 | Zanzibar                                                 | David Kerr    | Steve Pemberton et Reece Shearsmith | Royaume-Uni : 2 janvier 2018  |
| Plusieurs clients de l'hôtel Zanzibar voient leurs chemins se croiser à travers diverses intrigues. Les dialogues de cet épisode sont constitués de pentamètres iambiques.         |                                                          |               |                                     |                               |
| 2 | La loge de Bernie Clifton Bernie Clifton's Dressing Room | Graeme Harper | Steve Pemberton et Reece Shearsmith | Royaume-Uni : 9 janvier 2018  |
| Le duo comique Cheese et Crackers, qui a connu son heure de gloire dans les années 1980 avant de se séparer en raison d'un incident, se reconstitue le temps d'une soirée.         |                                                          |               |                                     |                               |
| 3 | Carton plein Once Removed                                | Jim O'Hanlon  | Steve Pemberton et Reece Shearsmith | Royaume-Uni : 16 janvier 2018 |
| Un déménageur arrive dans une maison de campagne pour aider la maîtresse des lieux. Cet épisode utilise une narration à chronologie inversée.                                      |                                                          |               |                                     |                               |
| 4 | Je jure de te garder To Have and to Hold                 | David Kerr    | Steve Pemberton et Reece Shearsmith | Royaume-Uni : 23 janvier 2018 |
| Un photographe de mariage et sa femme voient leur propre mariage se désintégrer lentement.                                                                                         |                                                          |               |                                     |                               |
| 5 | Et le prix est attribué à... And the Winner Is..         | Graeme Harper | Steve Pemberton et Reece Shearsmith | Royaume-Uni : 30 janvier 2018 |
| Les sept membres du jury d'une récompense télévisuelle se réunissent pour désigner le prix de la meilleure actrice.                                                                |                                                          |               |                                     |                               |
| 6 | Jouer avec le destin Tempting Fate                       | Jim O'Hanlon  | Steve Pemberton et Reece Shearsmith | Royaume-Uni : 6 février 2018  |
| Trois employés municipaux doivent vider l'appartement d'un collectionneur de babioles diverses récemment décédé. Ils découvrent que celui-ci avait gagné 3 500 000 £ à la loterie. |                                                          |               |                                     |                               |

### Épisode Spécial Halloween (2018)
| Titre | Réalisation       | Scénario                            | Première diffusion            |
| --- | ----------------- | ----------------------------------- | ----------------------------- |
| Un silence de mort Dead Line | Barbara Wiltshire | Steve Pemberton et Reece Shearsmith | Royaume-Uni : 28 octobre 2018 |
| C’est le soir de l’épisode spécial Halloween d’Inside No. 9, diffusé en direct à la BBC. Malheureusement, des soucis techniques viennent interrompre la transmission. Les acteurs et coauteurs Pemberton et Shearsmith sont condamnés à attendre dans leur loge, tandis que Twitter se déchaîne. Sur les autres chaînes du bouquet, rien d'anormal, si ce n’est cette émission de chasse aux fantômes qui revient incidemment sur les studios de télévision de la BBC. Proches d’un cimetière et réputés hantés, ils auraient poussé un technicien à la folie puis au suicide... |                   |                                     |                               |

### Cinquième saison (2020)
| № | Titre                                           | Réalisation     | Scénario                            | Première diffusion            |
| --- | ----------------------------------------------- | --------------- | ----------------------------------- | ----------------------------- |
| 1 | Aux chiottes l'arbitre The Referee's a W***er   | Matt Lipsey     | Steve Pemberton et Reece Shearsmith | Royaume-Uni : 3 février 2020  |
| Des arbitres se retrouvent dans les sanitaires, avant un match ultime.                                                                                         |                                                 |                 |                                     |                               |
| 2 | Ne sois pas fière, ô mort Death Be Not Proud    | Matt Lipsey     | Steve Pemberton et Reece Shearsmith | Royaume-Uni : 10 février 2020 |
| Alors qu'elle vient d'emménager, une jeune femme rencontre le précédent propriétaire des lieux.                                                                |                                                 |                 |                                     |                               |
| 3 | Le calendrier de l'avent Love's Great Adventure | Guillem Morales | Steve Pemberton et Reece Shearsmith | Royaume-Uni : 17 février 2020 |
| La vie d'une famille, à quelques jours de Noël, est présentée.                                                                                                 |                                                 |                 |                                     |                               |
| 4 | Détournement d'attention Misdirection           | Guillem Morales | Steve Pemberton et Reece Shearsmith | Royaume-Uni : 24 février 2020 |
| Un magicien cache un bien curieux tour. |                                                 |                 |                                     |                               |
| 5 | Soliloques Thinking Out Loud                    | Steve Pemberton | Steve Pemberton et Reece Shearsmith | Royaume-Uni : 2 mars 2020     |
| Plusieurs personnes apparaissent devant une caméra et se confient. Elles semblent dans un premier temps ne pas se connaître et n'avoir aucun lien entre elles. |                                                 |                 |                                     |                               |
| 6 | En planque The Stakeout                         | Guillem Morales | Steve Pemberton et Reece Shearsmith | Royaume-Uni : 9 mars 2020     |
| Une ronde de nuits permet à un policier de passer du temps avec son nouveau collègue.                                                                          |                                                 |                 |                                     |                               |

### Sixième saison (2021)
| №                                                                                                 | Titre                                       | Réalisation     | Scénario                            | Première diffusion         |
| ------------------------------------------------------------------------------------------------- | ------------------------------------------- | --------------- | ----------------------------------- | -------------------------- |
| 1                                                                                                 | Les sots de hurlevent Wuthering Heist       | Guillem Morales | Steve Pemberton et Reece Shearsmith | Royaume-Uni : 10 mai 2021  |
| Un homme veut organiser un braquage. Cet épisode reprend les principes de la Comedia Dell Arte.   |                                             |                 |                                     |                            |
| 2                                                                                                 | La loi des séries Simon Says                | Guillem Morales | Steve Pemberton et Reece Shearsmith | Royaume-Uni : 17 mai 2021  |
| Un fanboy apprécie peu l'annulation de sa série télévisée préférée et entend le faire savoir.     |                                             |                 |                                     |                            |
| 3                                                                                                 | Sur ses lèvres Lip Service                  | Guillem Morales | Steve Pemberton et Reece Shearsmith | Royaume-Uni : 24 mai 2021  |
| Un homme est persuadé que sa femme le trompe et engage une inconnue qui peut lire sur les lèvres. |                                             |                 |                                     |                            |
| 4                                                                                                 | Temps morts Hurry Up and Wait               | Matt Lipsey     | Steve Pemberton et Reece Shearsmith | Royaume-Uni : 31 mai 2021  |
| Un acteur qui se croit très important est convié sur un tournage.                                 |                                             |                 |                                     |                            |
| 5                                                                                                 | Coupable ou non coupable How Do You Plead ? | Guillem Morales | Steve Pemberton et Reece Shearsmith | Royaume-Uni : 7 juin 2021  |
| Sentant sa fin venir, un ténor du barreau avoue une confession.                                   |                                             |                 |                                     |                            |
| 6                                                                                                 | Le dernier concert Last Night of the Proms  | Matt Lipsey     | Steve Pemberton et Reece Shearsmith | Royaume-Uni : 14 juin 2021 |
| Une soirée a lieu chez une famille, au cours de laquelle tout ne se passera pas comme prévu.      |                                             |                 |                                     |                            |

### Septième saison (2022)
| № | Titre                                           | Réalisation    | Scénario                            | Première diffusion          |
| --- | ----------------------------------------------- | -------------- | ----------------------------------- | --------------------------- |
| 1 | Ohé, Ohé Merrily Merrily                        | Al Campbell    | Steve Pemberton et Reece Shearsmith | Royaume-Uni : 20 avril 2022 |
| Un homme se réunit avec d'anciens amis de fac pour un tour de pedalo.                                                        |                                                 |                |                                     |                             |
| 2 | Monsieur Leroy Mr King                          | Louise Hopper  | Steve Pemberton et Reece Shearsmith | Royaume-Uni : 27 avril 2022 |
| Un professeur fraîchement nommé dans une école primaire du Pays de Galles constate que son prédécesseur était très apprécié. |                                                 |                |                                     |                             |
| 3 | Les neuf vies de Kat Nine Lives Kat             | Kieron J Walsh | Steve Pemberton et Reece Shearsmith | Royaume-Uni : 4 mai 2022    |
| Kat est alcoolique et veut résoudre une énigme policière.                                                                    |                                                 |                |                                     |                             |
| 4 | Enlève/Ment Kid/Nap                             | Al Campbell    | Steve Pemberton et Reece Shearsmith | Royaume-Uni : 18 mai 2022   |
| La vie d'un couple change quand la femme est victime d'un enlèvement.                                                        |                                                 |                |                                     |                             |
| 5 | Un bienveillant hasard A Random Act of Kindness | Kieron J Walsh | Steve Pemberton et Reece Shearsmith | Royaume-Uni : 25 mai 2022   |
| Un jeune adolescent et sa mère divorcée ne s'entendent plus. Un acte de générosité va les rapprocher.                        |                                                 |                |                                     |                             |
| 6 | Pas fou-fou le hibou Wise Owl                   | Louise Hopper  | Steve Pemberton et Reece Shearsmith | Royaume-Uni : 1er juin 2022 |
| Un homme a vécu traumatisé par un dessin animé des années 1970. Il se demande si dans sa vie, il a commis les bons choix.    |                                                 |                |                                     |                             |

### Huitième saison (2023)
| № | Titre                                                  | Réalisation       | Scénario                            | Première diffusion             |
| --- | ------------------------------------------------------ | ----------------- | ----------------------------------- | ------------------------------ |
| 1 | Les reliques de saint Nicolas The Bones of St Nicholas | George Kane       | Steve Pemberton et Reece Shearsmith | Royaume-Uni : 22 décembre 2022 |
| Le docteur Parkway a réservé une nuitée dans une église que l'on pense hantée. Une fois sur place, il constate qu'il n'est pas le seul à passer la nuit sur place. |                                                        |                   |                                     |                                |
| 2 | Allô maman ? Mother’s Ruin                             | George Kane       | Steve Pemberton et Reece Shearsmith | Royaume-Uni : 27 avril 2023    |
| Les méchants de la banlieue Est de Londres, Harry et Annie Blackwood, étaient pourris jusqu'à la moelle et ont fait des choses vraiment horribles de leur vivant. Quels secrets ont-ils emportés dans leur tombe ? Leurs fils prévoient de le découvrir. |                                                        |                   |                                     |                                |
| 3 | Paraskévidékatriaphobie Paraskevidekatriaphobia        | George Kane       | Steve Pemberton et Reece Shearsmith | Royaume-Uni : 4 mai 2023       |
| Gareth a décidé de travailler à domicile aujourd'hui, pour se prémunir contre tout incident en ce vendredi 13. |                                                        |                   |                                     |                                |
| 4 | L'amour, cet inconnu Love Is A Stranger                | Jesse Quinones    | Steve Pemberton et Reece Shearsmith | Royaume-Uni : 11 mai 2023      |
| Vicky rencontrera-t-elle enfin son partenaire idéal sur un site de rencontres, ou parlera-t-elle à un tueur en série ? |                                                        |                   |                                     |                                |
| 5 | 3 par 3 3 by 3                                         | Barbara Wiltshire | Steve Pemberton et Reece Shearsmith | Royaume-Uni : 18 mai 2023      |
| Lee Mack présente un nouveau quizz télévisé de culture générale où trois équipes de trois personnes s'affrontent pour remporter de l'argent. Toutefois, en ce qui concerne une des équipes, la famille Oakwood, tout ne semble pas aller si bien que ça entre la fille et ses parents. Annoncé dans un premier temps comme l'épisode intitulé Hold on Tight! sur les dessous de la série, cela s'est révélé un leurre, Shearsmith et Pemberton ne jouant pas dans cet épisode qui ne s'avère faire partie de la série Inside No. 9 qu'au générique de fin. |                                                        |                   |                                     |                                |
| 6 | Le dernier week-end The Last Weekend                   | Ian Bevitt        | Steve Pemberton et Reece Shearsmith | Royaume-Uni : 25 mai 2023      |
| Joe et Chas sont vraiment amoureux l'un de l'autre depuis neuf ans. C'est long, mais de combien de temps ont-ils besoin pour se dire au revoir ? |                                                        |                   |                                     |                                |

### Neuvième saison (2024)
| № | Titre                         | Réalisation     | Scénario                            | Première diffusion         |
| --- | ----------------------------- | --------------- | ----------------------------------- | -------------------------- |
| 1 | Boo to A Goose Boo To A Goose | George Kane     | Steve Pemberton et Reece Shearsmith | Royaume-Uni : 8 mai 2024   |
| Les passagers d'un métro entrent dans une frénésie lorsque le véhicule s'arrête et qu'une femme se fait voler son sac à main.                   |                               |                 |                                     |                            |
| 2 | The Trolley Problem           | Al Campbell     | Steve Pemberton et Reece Shearsmith | Royaume-Uni : 15 mai 2024  |
| Un psychiatre sauve un patient suicidaire et le ramène chez lui, mais est-ce vraiment une bonne idée ?                                          |                               |                 |                                     |                            |
| 3 | Mulberry Close                | Al Campbell     | Steve Pemberton et Reece Shearsmith | Royaume-Uni : 22 mai 2024  |
| Dans cet épisode filmé au travers un système de vidéo surveillance, le quotidien d'un quartier est perturbé par la maison des nouveaux voisins. |                               |                 |                                     |                            |
| 4 | CTRL,ALT,ESC CTRL, ALT, ESC   | George Kane     | Steve Pemberton et Reece Shearsmith | Royaume-Uni : 29 mai 2024  |
| Jason est un passionné d'escape games, et passe ses journées de temps libre à entraîner sa famille afin de résoudre des énigmes.                |                               |                 |                                     |                            |
| 5 | Curse of the Ninth            | Guilhem Morales | Steve Pemberton et Reece Shearsmith | Royaume-Uni : 5 juin 2024  |
| Un compositeur talentueux est embauché afin de finir un morceau de piano inachevé.                                                              |                               |                 |                                     |                            |
| 6 | Plodding On                   | George Kane     | Steve Pemberton et Reece Shearsmith | Royaume-Uni : 12 juin 2024 |
| Leur série prenant fin, Reece Shearsmith et Steve Pemberton s'interrogent sur leurs projets futurs.                                             |                               |                 |                                     |                            |

## Production

### Développement
En 2012, après l'annulation de leur série Psychoville, Steve Pemberton et Reece Shearsmith sont engagés par la BBC pour créer une nouvelle série, qui a pour titre de travail Happy Endings. Pour le concept de la série, Pemberton et Shearsmith s'inspirent de l'épisode David and Maureen de Psychoville, lui-même inspiré par le film La Corde (1948), qui se déroule en huis clos.
Les deux scénaristes sont désireux d'explorer plus avant ce concept d'épisode bouteille  mais cherchent dans le même temps à se démarquer de Psychoville, série caractérisée par ses arcs narratifs complexes. Ils imaginent donc d'écrire des histoires différentes pour chaque épisode, avec de nouveaux personnages et un nouveau décor à chaque fois. Shearsmith explique également qu'ils introduisent des éléments macabres dans leurs histoires car ils ont « un sentiment d'insatisfaction s'ils écrivent une pure comédie, comme si c'était trop frivole et léger ».

### Écriture des scénarios et tournage
Chaque épisode prend moins d'une semaine à être tourné et chacun des six épisodes de la première saison est réalisé par David Kerr. Après avoir décidé que le confinement serait un thème récurrent de la série, Pemberton et Shearsmith décident de pousser ce concept au maximum pour le premier épisode Sardines, qui a pour cadre une penderie, et cherchent à provoquer chez les téléspectateurs un sentiment de claustrophobie. A Quiet Night In, épisode presque entièrement muet, est inspiré par une longue partie sans dialogues d'un épisode de Psychoville qui suit lui aussi un cambriolage. Tom & Gerri est inspiré par le travail d'Harold Pinter et par une pièce que Pemberton et Shearsmith écrivaient lorsqu'ils partageaient un appartement et cherchaient du travail.
Last Gasp est inspiré à Pemberton par le visionnage d'une émission télévisée dans laquelle un invité collectionnait des bocaux d'air, ainsi que par les morts de Michael Jackson et d'Amy Winehouse. The Understudy, dont l'intrigue reprend en partie celle de Macbeth, est l'épisode le plus ardu à écrire, le duo réécrivant plusieurs fois le scénario. The Harrowing est le résultat de la tentative des scénaristes d'écrire un épisode d'horreur gothique, essai inspiré par leur amour des films d'horreur.
La deuxième saison est tournée à la fin de l'année 2014 et au début de l'année 2015. Les décors des deux premiers épisodes de la saison, le compartiment de train de La Couchette et l'appartement de The 12 Days of Christine, sont créés aux Twickenham Film Studios alors que les quatre autres sont filmés dans des décors naturels. David Kerr ne pouvant reprendre son poste de réalisateur, la mise en scène des épisodes est partagée équitablement entre Guillem Morales, Dan Zeff, et Pemberton et Shearsmith eux-mêmes. Le duo de scénaristes ne choisit pas à l'avance quels épisodes il va réaliser, ce choix, Cold Comfort et Nana's Party, deux épisodes dans lesquels ils jouent également des personnages importants, lui étant imposé par l'emploi du temps compliqué du tournage.
La Couchette a pour but d'explorer l'intimité d'un wagon-lits, et plus spécifiquement les problèmes insolites liés au fait de dormir en étroite proximité avec des inconnus. The Trial of Elizabeth Gadge est inspiré aux scénaristes par la lecture de véritables comptes rendus de procès en sorcellerie. Dans Nana's Party, les scénaristes visent à faire ressortir l'aspect sordide de la vie en banlieue résidentielle, évocation de l'œuvre d'Alan Ayckbourn. Cold Comfort est filmé du point de vue d'une caméra de vidéosurveillance, alors que Séance Time explore l'idée d'une séance de spiritisme, un thème que Pemberton et Shearman voulaient aborder depuis un certain temps.

### Diffusion
La première saison de six épisodes est diffusée sur BBC Two entre le 5 février et le 14 mars 2014. Une deuxième saison est prévue avant même que la première ait été diffusée. Cette deuxième saison est diffusée sur BBC Two entre le 26 mars et le 29 avril 2015. Les taux d'audience britanniques des deux premières saisons sont relativement faibles, la moyenne pour les douze épisodes s'établissant à 904 000 téléspectateurs, ou 4,9% de part d'audience, alors que la moyenne de la chaîne pour ce créneau horaire est de 970 000 téléspectateurs, ou 5,1% de part d'audience.
En octobre 2015, la BBC confirme qu'elle a commandé une troisième saison de six épisodes. Un épisode spécial de Noël est diffusé le 27 décembre 2016, le reste de la saison étant diffusé en février et mars 2017. Une quatrième saison est confirmée pour une diffusion en 2018, Reece Shearsmith affirmant que les six nouveaux scénarios étaient déjà écrits.
Une cinquième saison est annoncée pour 2019, mais est finalement diffusée début 2020.
La BBC confirme que la série est prolongé pour une sixième et une septième saison.

## Accueil critique
David Chater, du journal The Times, souligne qu'il est « difficile de savoir quoi admirer le plus - les riches et perverses imaginations de Steve Pemberton et Reece Shearsmith ou l'extraordinaire éventail de talents d'acteurs qui anime cette étrange et mémorable série ». Mark Jones, du Guardian estime que la série dans son ensemble « n'est jamais moins que captivante ». Rachel Cooke, du New Statesman, exprime son admiration devant la faculté qu'ont Pemberton et Shearsmith d'arriver à faire tenir en à peine trente minutes des « narrations parfaitement mises en forme avec des personnages bien développés et des scénarios complexes dont le déroulement n'est jamais précipité ».
Pierre Sérisier écrit dans Le Monde que les trois premiers épisodes de la série sont « des petites perles d'humour macabre ». David Upton, de PopMatters, donne à la première saison la note de 8/10, la qualifiant de « mélange volatile de comédie morbide, de commentaire social malicieux et d'un authentique côté effrayant ». Lors de la deuxième saison, une journaliste du magazine met en avant la constante qualité d'écriture et affirme que la série « plus qu'une demi-heure divertissante, est le témoignage de la puissance que peut avoir une narration intelligente et soignée ». Nick de Semlyen, du magazine Empire, donne à la deuxième saison la note de 4/5, évoquant « une anthologie dont la vivacité d'esprit est aussi tonifiante que rafraîchissante » et dont l'épisode The 12 Days of Christine est un « moment marquant par son côté percutant sans complaisance ».
Parmi les critiques négatives, Kevin O'Sullivan, du Daily Mirror, estime que « cette prétendue série comique ne parvient même pas à faire sourire ». Virginia Blackburn, du Daily Express, considère que l'épisode Last Gasp n'est « ni drôle, ni intelligent » mais au contraire « tellement idiot qu'il finit par être incroyablement agaçant ».

## Distinctions

### Récompenses
- 2014 : Prix du meilleur programme de comédie au Festival international des médias de Banff[32]
- 2015 : Royal Television Society Award de la meilleure performance comique pour Steve Pemberton et Reece Shearsmith[33]
- 2016 : Prix du meilleur programme de comédie au Festival de la Rose d'or[34]
- 2018 : Writers Guild Award de la meilleure comédie à la télévision[35]

### Nominations
- 2014 : British Comedy Awards de la meilleure série de comédie dramatique et de la meilleure nouvelle série de comédie[36]
- 2015 : British Academy Television Craft Award du meilleur scénario pour une série de comédie[37]